# Dirty Actions
I Dirty Actions sono stati un gruppo punk rock della prima ondata punk italiana. Iniziarono la loro carriera nel 1979. Le loro sonorità, caratterizzate fin dagli esordi da tinte New wave, col tempo virarono sempre più verso tale genere.

## Storia del gruppo

### Periodo di attività
I Dirty Actions nascono a Genova nel 1979 dall'incontro di Mario Benvenuto e Jonny Grieco, entrambi alla voce, Ugo Delucchi e Dado Di Novi alle chitarre, Roberto Quadrelli al basso, Guido Bruzzone alle tastiere e Matteo Bovone alla batteria..
Con questo gruppo, che costituì il nucleo originario dei Dirty Actions, dopo una serie di concerti, il 6 febbraio 1980 la Cramps Records di Gianni Sassi li invita al festival musicale Rock '80. I gruppi ivi presentati furono inseriti nella compilation dall'omonimo titolo e fra questi vi erano anche gli Skiantos, gli Windopen, i Take Four Doses, i Kaos Rock, gli X Rated ed i Kandeggina Gang. Rock '80 fu ristampato più volte negli anni in Italia ed in Germania.
Sempre per la Cramps Records nello stesso anno uscì poi il 7" singolo contenente i due brani della compilation dal titolo Rosa Shocking/Figli del Demonio. Al disco seguì un lungo tour di cui è da menzionare il concerto del 30 aprile 1980 a Milano, in cui divisero il palco con i Damned.
Nel 1981 il gruppo cambia organico e nel 1982 partecipa, poco prima dello scioglimento, alla compilation Gathered curata da Claudio Sorge e pubblicata dalla Electric Eye.

### Dopo i Dirty Actions
Nel 1996 esce postumo il primo album dei Dirty Actions dal titolo Apocrifo, pubblicato dalla Reverendo Moon Records.
Nel 2005 Rosa shocking viene inserito nel CD Rock Sound Sampler Speciale Punk Volume 23 allegato alla rivista Rock Sound. Nel 2006 esce per la Catzillo Records l'album raccolta Manuale d'uso, maneggiare con cura - 1979-1982. Il disco comprende brani precedenti e nuove registrazioni effettuate a Genova, durante il concerto a loro tributato e che aveva visto una loro riunione.
Nel 2008 pubblicano l'album 21Dirty RMXs, nel quale affidano 21 tracce nelle mani di altrettanti musicisti per remissaggi e rielaborazioni. Nel 2010 Orrore viene inserita nell'album raccolta dal titolo L'Anthologia New Wave (Punk E Post-Punk, 1977-1980). Mentre nel 2012 pubblicano il cofanetto dal titolo Dirty Actions 1979 - 1982, contenente la ristampa del 2004 di Apocrifo e un CD da titolo P/FunK! con brani registrati in live a Genova nel 1982.

## Componenti

### Prima formazione
- Mario Benvenuto: Voce
- Jonny Grieco: Voce
- Ugo Delucchi: Chitarra
- Dado Di Novi: Chitarra
- Roberto Quadrelli: Basso
- Guido Bruzzone: Tastiere
- Matteo Bovone: Batteria

### Seconda formazione
- Jonny Grieco: Voce
- Ugo Delucchi: Chitarra
- Giovanni Bruzzo: Basso
- Johnny Demone: Sintetizzatore
- Alessio Capurro: Batteria

## Produzioni

### Album
- 1996 - Apocrifo (10", Reverendo Moon Records)
- 2006 - Manuale d'uso, maneggiare con cura - 1979-1982 (2xCD, Catzillo Records)
- 2008 - 21Dirty RMXs (CD, Grieco)
- 2012 - Dirty Actions 1979 - 1982 (2xCD+Box, Grieco)

### Singoli
- 1979 - Rosa shocking/Figli del Demonio (Dirty Actions S-Ha) (7", Cramps Records)

### Raccolte
- 1980 - Rock '80 (LP, Cramps Records)
- 1982 - Gathered (LP, Electric Eye)
- 2005 - Rock Sound Sampler Speciale Punk Volume 23 (LP, Rock Sound)
- 2010 - L'Anthologia New Wave (Punk E Post-Punk, 1977-1980) (LP, Cramps Records)